# Karangsembung (Jamanis)
Karangsembung is een bestuurslaag in het regentschap Tasikmalaya van de provincie West-Java, Indonesië. Karangsembung telt 3960 inwoners (volkstelling 2010).